# Batalla de Welfesholz
La batalla de Welfesholz, que va tenir lloc l'11 de febrer de 1115, va ser el clímax del conflicte armat entre Enric V i els saxons rebels.

## Prehistòria
Des de l'intent de l'emperador Enric V, fill d'Enric IV, d'incorporar el comtat de Weimar-Orlamünde a la possessió immediata reial el 1112, els salians es van enfrontar a una estreta oposició principesca al voltant del comte palatí Siegfried i Wiprecht de Groitzsch el Vell. Les nombroses intervencions de l'emperador salià, especialment la seva política territorial i la deposició arbitrària dels nobles saxons, van motivar alguns prínceps a resistir obertament. Malgrat els períodes de calma mentrestant, la situació havia augmentat des de la disputa de l'herència de Weimar el 1112, però a tot tardar amb l'atac de Warnstedt. Aleshores, el 9 de març de 1113, a Warnstedt, prop de Quedlinburg, l'exèrcit imperial sota el lideratge del mariscal de camp Hoyer I de Mansfeld, endurit per la guerra, va aconseguir derrotar els insurgents. Aleshores es van haver de sotmetre a l'emperador en condicions que es consideraven deshonroses. Això va ser el punt àlgid del seu èxit.
Poc després, la resistència saxona es va reagrupar. Des de la tardor de 1114, els grans saxons al voltant de Lothar von Süpplingenburg i l'Aliança de Kreuzberg també van formar part d'una revolta principesca, que va tenir un segon focus regional a la zona del Baix Rin-Westfàlia al voltant de Colònia. En el context de l'imperi, la batalla de Welfesholz va formar part de la resistència global anti-salià contra el salià Enric V, l'estil de govern del qual es va percebre cada cop més com a autocràtic i dirigit contra els prínceps, i no una mera expressió de l'hostilitat dels saxons cap a l'imperi. l'imperi.

## La batalla

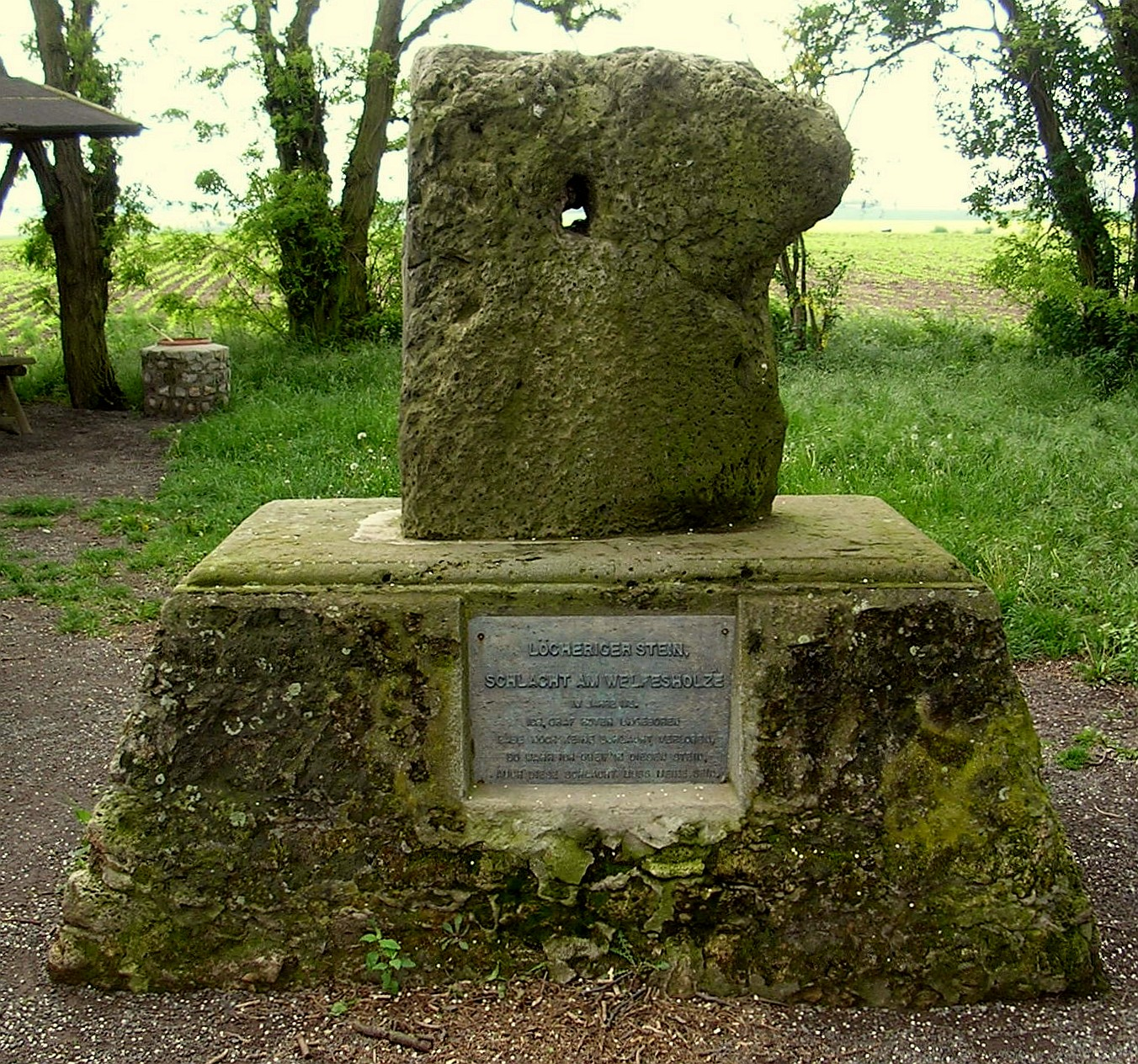
Monument commemoratiu de la Batalla de Welfesholz

La batalla va tenir lloc l'11 de febrer de 1115 prop de Welfesholz, un assentament prop de Hettstedt a la zona de Mansfeld. Allà els exèrcits de l'últim Salià, l'emperador Enric V, sota el lideratge del seu mariscal de camp Hoyer, es van enfrontar a l'oposició principesca de l'imperi. Aquesta oposició principesca estava formada pels grans saxons, el duc Lotar de Süpplingenburg, Wiprecht de Groitzsch, el bisbe Reinhard von Blankenburg, el bisbe de Halberstadt i el comte palatí de Saxònia Friedrich de Sommerschenburg. A més dels rebels saxons, també van participar en la batalla prínceps del Baix Rin-Westfàlia com Friedrich von Arnsberg.
Després que l'exèrcit imperial es va reunir el 10 de febrer, es van produir escaramusses entre les parts en conflicte la vigília de la batalla. Segons informen els Annales Pegaviensis, el saxó Hoyer I von Mansfeld, lleial a l'emperador, va caure durant un atrevit assalt als seus oponents. Va ser abatut en un duel per Wiprecht III. von Groitzsch el Jove. Amb la caiguda del mariscal de camp imperial, la batalla es va decidir evidentment. Això va funcionar a favor de l'oposició i l'emperador va haver de fugir.

## Conseqüències
L'emperador va perdre tota influència a Saxònia durant la resta del seu regnat. També es va posar especial èmfasi en la venjança del bisbe saxó Reinhard von Halberstadt, que es va negar a donar als enemics caiguts del camp imperial un enterrament cristià, que, segons l'enteniment de l'època, "deixaria les seves ànimes condemnades".
La victòria de l'oposició principesca Saxó-Baix Rin es va convertir en una fita en la constant pèrdua de poder d'Enric V. El paper de lideratge de Lothar von Süpplingenburg, d'altra banda, es va convertir en un factor important, que no menys important va contribuir a la seva elecció com a rei a l'època. primavera de 1125.
Theodor Körner va escriure més tard la llegenda popular El comte Hoyer von Mansfeld o la Batalla de Welfesholze, que explica la batalla.